# Instituto de Estudios Superiores de Tamaulipas
Das Instituto de Estudios Superiores de Tamaulipas (wörtlich „Institut für Höhere Studien von Tamaulipas“), Abkürzung IEST, ist eine private, staatlich anerkannte Universität mit Sitz und Campus in Altamira im Bundesstaat Tamaulipas, Mexiko. Ein zweiter Campus befindet sich in Ciudad Valles im Bundesstaat San Luis Potosí.
Die Hochschule wurde 1974 gegründet. Sie gehört dem Red de Universidades Anáhuac an, einem von der Organisation Regnum Christi und dem Orden der Legionäre Christi getragenen Hochschulverbund. Um die Zugehörigkeit zum Anáhuac-Verbund auszudrücken, wird das IEST auch als IEST Anáhuac bezeichnet.

## Fakultäten
Bachelor
- Humanities: Architektur, Grafikdesign, Recht, Philosophie, Psychologie
- Naturwissenschaften: Chemie, Mechatronik, Engineering
- Wirtschaftswissenschaften: Rechnungs- und Finanzwesen, Internationales Geschäftswesen, Management, Marketing, Tourismus-Management

Master
- Humanities: Erziehungswissenschaften, Rechtswissenschaften
- Naturwissenschaften: Supply Chain Logistic, Industrial Engineering
- Wirtschaftswissenschaften: Corporative Finance, Management, Steuerwesen, Wertemanagement